# 第12機甲師団 (アメリカ軍)
第12機甲師団（だいじゅうにきこうしだん、英語: 12th Armored Division）は、第二次世界大戦中のアメリカ陸軍の機甲師団の1つ。
1944年11月から1945年5月にかけ、欧州戦線のフランス、オーストリア、ドイツで戦った。第12機甲師団はノルトヴィント作戦での熾烈な防御戦闘から、ドイツ軍から「自殺師団(Suicide Division)」と呼ばれ、ライン川渡河のためジョージ・パットン将軍率いる第3軍の指揮下に移った際には、「謎の師団(Mistery Division)」という渾名で呼ばれた。
第12機甲師団は第二次世界大戦中、アフリカ系アメリカ人を「黒人部隊」として師団に組み込んだ10個の師団のうちの1つである。この師団に所属したアフリカ系アメリカ人の1人であるエドワード・A・カーター二等軍曹は、戦闘中の勇敢な行動により殊勲十字章を、死後に名誉勲章を授与された。

## 歴史
第12機甲師団は1942年9月に活動を開始し、ケンタッキー州のキャンプ・キャンベルとテキサス州キャンプ・バークレーで訓練を行った。師団は約11000人の兵士で構成され、戦車、砲兵、機械化歩兵、その他支援部隊を含んでいた。
1943年初頭には、第12機甲師団はそのタフネスと戦闘体制から、"The Hellcats"と呼ばれるようになっていた。
キャンプ・バークレー駐留時、師団所属の第44戦車大隊は太平洋に派遣され、後にマニラに進駐した最初の部隊として名を馳せた。第12機甲師団は第44戦車大隊の代わり、第714戦車大隊の補充を受けた。

### 編成当初
第12機甲師団は当初、第43・第44の2個戦車連隊と第56機械化歩兵連隊を擁する重機甲師団として編成された。1943年、第2・第3機甲師団を除いて行われた機甲師団の編成改編により、軽師団へと改編された。

#### 戦車部隊
第12機甲師団に当初配属された第43・第44戦車連隊は、1943年の編成改編によって第23・43・44・714・779戦車大隊とされ、このうち第44・第779戦車大隊は師団から太平洋戦線に送られた。第44戦車大隊はマニラに進駐し、サント・トーマス収容所の民間人捕虜を解放した。第779戦車大隊は戦争末期にフィリピンに派遣されたが、戦闘は行わなかった。

#### 機械化歩兵部隊
第56機械化歩兵連隊の起源は、南北戦争中のポトマック軍第5軍団第2師団所属の、ジョージ・サイクス将軍率いる第17歩兵連隊にまで遡る。第17連隊は第一次世界大戦中、第56歩兵連隊として再編成され、アルザス・ロレーヌ、メス地方での戦闘に参加した。
1942年、連隊は第56機械化歩兵連隊として再編成され、第12機甲師団に組み込まれ、1943年の師団改編の際に連隊は第17・56・66機械化歩兵大隊として再編された。第56機械化歩兵連隊の第1大隊は第66機械化歩兵大隊に、第2大隊は第17大隊に、第3大隊は第56大隊となった。
皮肉にも、第56機械化歩兵大隊は第二次世界大戦中、第12機甲師団の隷下部隊として再びアルザス・ロレーヌに戻り、同地をナチス・ドイツから解放するべく戦うこととなった。

### 第二次世界大戦

#### 戦闘の記録

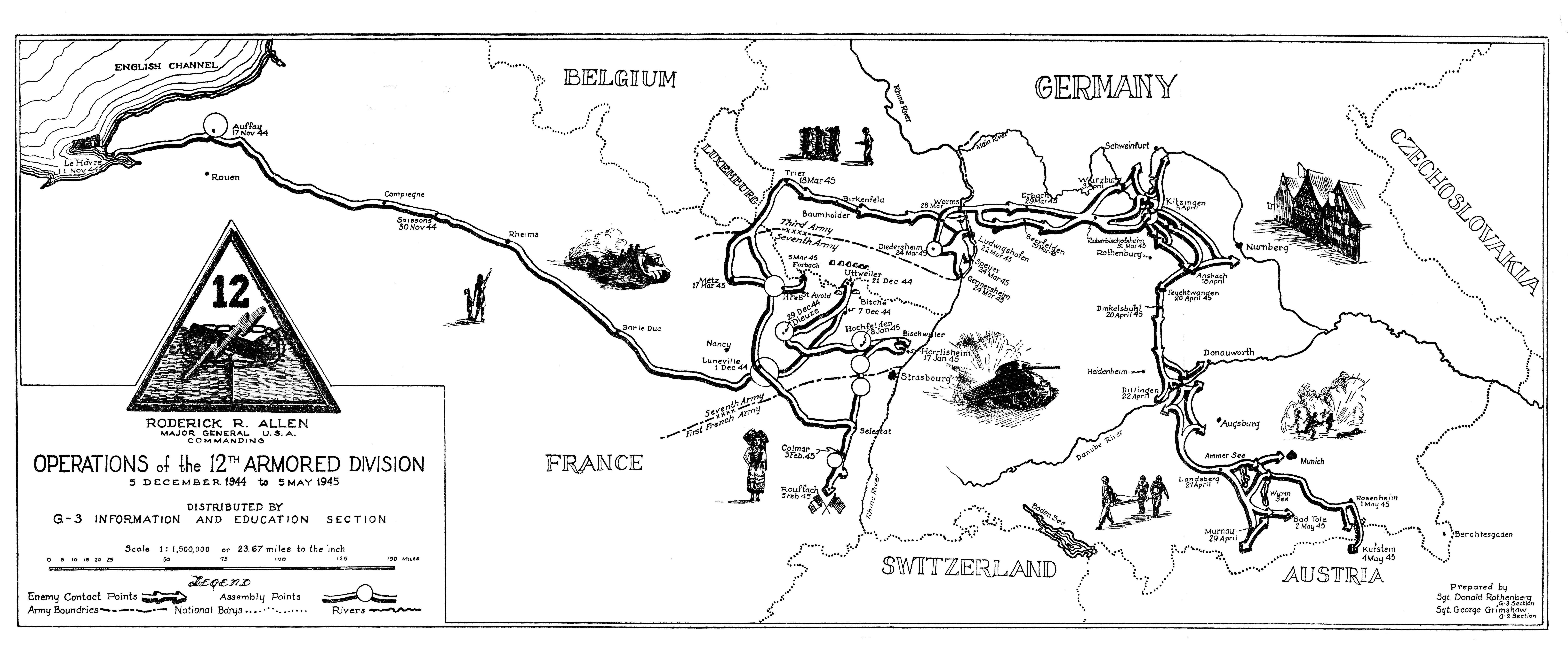
1944年12月5日から1945年5月5日にかけての、ヨーロッパにおける第12機甲師団の作戦を示す地図

訓練終了後、師団は1944年9月20日にニューヨークのキャンプ・シャンクスを離れてヨーロッパへ向かった。1944年10月2日にリヴァプールに上陸し、第3軍の指揮下に入っていた戦車部隊の代替を待つ間、師団はウィルトシャーのティドワース兵舎に送られた。サウサンプトンから英仏海峡を渡り、1944年11月にはフランスのル・アーヴルに到着。その後セーヌ川をルーアンまで遡り、アレクサンダー・パッチ中将率いる第7軍に合流した。先遣部隊は12月5日にヴァイスリンゲンで敵部隊に遭遇、2日後には師団全体がマジノ線に攻撃を開始した。
この進軍によって、1944年12月12日までにロールバッハ＝レ＝ビッチェとベットヴィラー周辺の町が解放され、12月21日にはドイツのウトヴァイラーが掌握された。しばらくの整備・休息を経て、師団はドイツ軍がノルトヴィント作戦の一環として、ライン川沿いのヘンリスハイムに築いた橋頭堡を攻撃した。一方、第7軍の一部部隊はバルジの戦いを抑え込むため、第3軍のバストーニュ攻略を支援するべく北に転進。このため、第7軍の残存部隊は第12師団を含む僅か8個師団で203kmという長大な前線を支えなければならず、戦線に穴が開いていた。
1945年1月8日から10日、16日から17日にかけて、第12機甲師団はドイツ軍守備隊に2回の猛攻撃を撃退される。この攻撃で第12機甲師団は諸兵科連合戦術を十全に駆使できず、更に戦場の平坦な地形がドイツ軍部隊に絶好の射界を提供し、結果として2個戦車大隊と2個機械化歩兵大隊が大損害を被った。しかし、ドイツ軍の反撃も失敗に終わった。その一因は、コンバット・コマンドB指揮官のチャールズ・ブロムリー大佐の断固とした指導力にあった。彼は司令部を消耗品と宣言し、司令部の全職員に防衛の準備を急ぐよう命じたのである。
師団はその後、第36歩兵師団に救援された。第12機甲師団はヘルリスハイムでの一連の戦闘で約1700人の死傷者を出し、ロデリック・R・アレン少将は支援部隊に所属するアフリカ系アメリカ人が戦闘部隊に志願することを許可した。
ヘルリスハイムでの損害から立ち直った後、師団はフランス第1軍に配属され、コルマールから南へ進軍を開始した。師団は2月5日にルファックでフランス軍と合流しコルマールを封鎖、ヴォージュ山脈におけるドイツ軍の抵抗を終了させた。
防衛部隊として活動する部隊を除き、師団は休息と補充のためにザンクト・アヴォルドに移動した。師団は1945年3月17日から3月28日のライン川横断まで、ジョージ・パットン将軍率いる第3軍に所属した。その際、兵士は部隊章を外すよう命じられ、車両の部隊章は塗り潰された。このことから、第3軍の他の兵士は第12機甲師団を「謎の師団(Mystery Division)」と呼んだ。
攻撃は1945年3月18日に再開され、ライン川への迅速な進撃によりルートヴィヒスハーフェンが3月21日に陥落し、3月24日にはシュパイヤーとゲルマースハイム、ザールプファルツを制圧した。迅速な進軍ペースを維持した第12機甲師団は、3月28日にヴォルムスのポンツーン橋でライン川を渡河、ヴュルツブルクに向かって進軍し、第42歩兵師団と共に同市を占領した。
シュヴァインフルトの占領を支援したあと、師団は4月13日にニュルンベルクに向かい、ノイシュタットを占領し、4月17日にミュンヘンに向け南下した。デュルンケルスビュールからドナウ川に急行した第12機甲師団は、ラウインゲンにある橋が爆破されているのを発見。師団はすぐにディリンゲンに向かい、同地の橋が破壊される前に無傷で占領することに成功した。この橋はバイエルン州南部に向かう連合国軍の重要な補給線であった。
第12機甲師団は第7軍の先陣を切って4月27日にランツベルクを制圧、アンマー湖とヴュルム湖間の地域を占領した。師団は同日、ダッハウ強制収容所の副収容所であるランツベルク強制収容所の解放を行う部隊とされた。4月29日、師団はバイエルン、ムルナウ・アム・スタッフェルゼーの北に位置し、ポーランド軍将校が収容されていたオフラグVII-Aムルサウを解放した。
師団は5月4日にイン川を渡り、クーフシュタインでオーストリア国境を越えた。第12機甲師団はは5月5日に第36歩兵師団に救援された。5月5日には第23戦車大隊のジョン・C・"ジャック"・リー・ジュニア大尉らはイッター城の戦いで武装親衛隊と戦闘し、イッター城に収容されていたフランス高官を救出した。この成功により、リーは後に殊勲十字章を授与された。
第12機甲師団は1122日にマルセイユを出発して帰国するまで、ウルム周辺の警備任務に従事した。この間、師団の一部の兵士はフランスのビアリッツ、イギリスのシュリベンハムに位置するアメリカ陸軍大学に通っていた。
師団は1945年12月3日に除隊された。

#### 捕虜

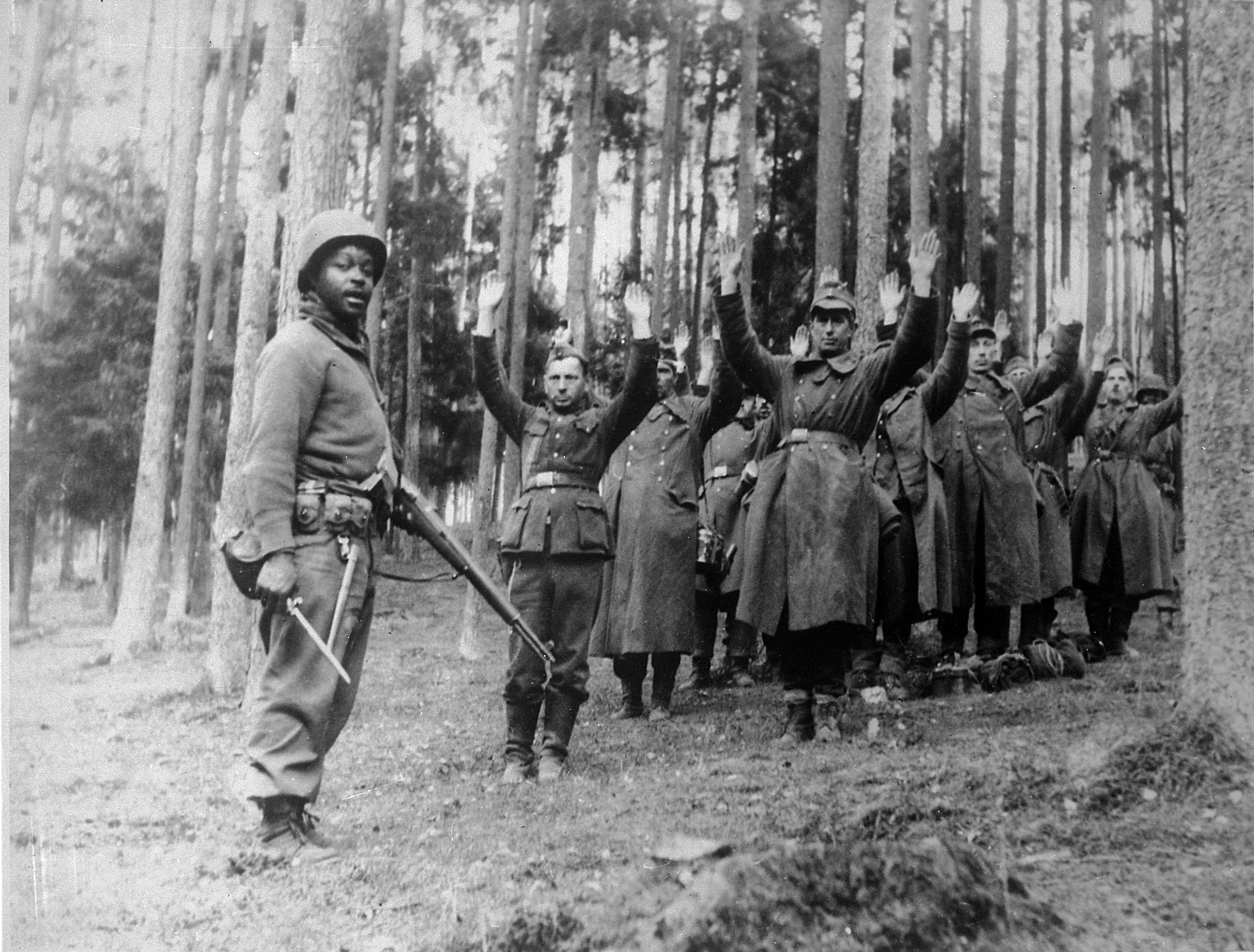
ドイツ軍捕虜と第12機甲師団所属兵士(1945年4月)

第12機甲師団は第二次世界大戦中、アドルフ・アイヒマンやヴェルナー・フォン・ブラウンなどを含む72343人を捕虜とした。
アメリカ人1500人を含む8500人の連合国軍兵士と、20000人の民間人捕虜が第12機甲師団により解放された。

#### 死傷者数[36]
戦闘による死傷者総数:3527
戦死:616
戦傷:2416
行方不明:17
捕虜:478

#### 編成[37]
第12機甲師団は以下の部隊から構成されていた。
- 師団司令部中隊
- コンバット・コマンドA
- コンバット・コマンドB
- コンバット・コマンドR
- 第23戦車大隊
- 第43戦車大隊
- 第44戦車大隊 - 太平洋に派遣され、第714戦車大隊と交代。
- 第714戦車大隊 - 師団から切り離されて独立戦車大隊となり、後に第44戦車大隊の公認として師団に復帰
- 第17機械化歩兵大隊
- 第56機械化歩兵大隊
- 第92機械化歩兵大隊
- 第92騎兵偵察中隊（機械化）
- 第119機甲工兵大隊
- 第12師団砲兵隊
  - 第493機甲野戦砲兵大隊
  - 第494機甲野戦砲兵大隊
  - 第495機甲野戦砲兵大隊
- 第12機甲師団支援部隊
  - 第159機甲通信中隊
  - 第134機甲整備大隊
  - 第82機甲医療大隊
  - 憲兵小隊

#### 勲章（部隊）

コルマール市紋章

- 殊勲部隊章: 第92機甲騎兵偵察中隊（機械化）[38]
- 部隊勲功章: 第134機甲整備大隊、第159機甲通信中隊、第82機甲医療大隊[1][39]
- コルマール解放の功績により、師団章にコルマール市の紋章を使うことを認められた[1][40]。

#### 勲章（個人）[16]
- 名誉勲章: エドワード・A・カーター二等軍曹
- 殊勲十字章: 6名
- 銀星章: 198名
- 勲功章: 4名
- 殊勲飛行十字章: 3名
- 陸軍軍人章: 12名
- 青銅星章: 1199名
- エア・メダル: 50名

#### 指揮官[17]
- カルロス・ブリュワー少将（1942年9月～1944年8月）
- ダグラス・T・グリーン少将（1944年8月～9月）
- ロデリック・R・アレン少将（1944年9月欧州作戦地域での任務
- ウィラード・エイムズ・ホルブルック・ジュニア准将（1945年7月～除隊）

#### 上位部隊[16]
- 1944年11月13日 第12軍集団、第9軍
- 1944年12月5日 第6軍集団、第7軍、第15軍団
- 1944年12月27日 第21軍団
- 1944年12月30日 第6軍集団、第7軍団
- 1945年1月3日 第7軍団
- 1945年1月6日 第6軍団
- 1945年2月3日 第21軍団
- 1945年2月11日 第7軍団
- 1945年2月28日 第21軍団
- 1945年3月17日 第6軍集団、第7軍、ただし第12軍集団、第3軍、第20軍団に所属
- 1945年3月24日 第6軍集団、第7軍、第21軍団
- 1945年3月26日 第7軍団
- 1945年3月31日 第21軍団
- 1945年5月4日 第6軍集団、第7軍

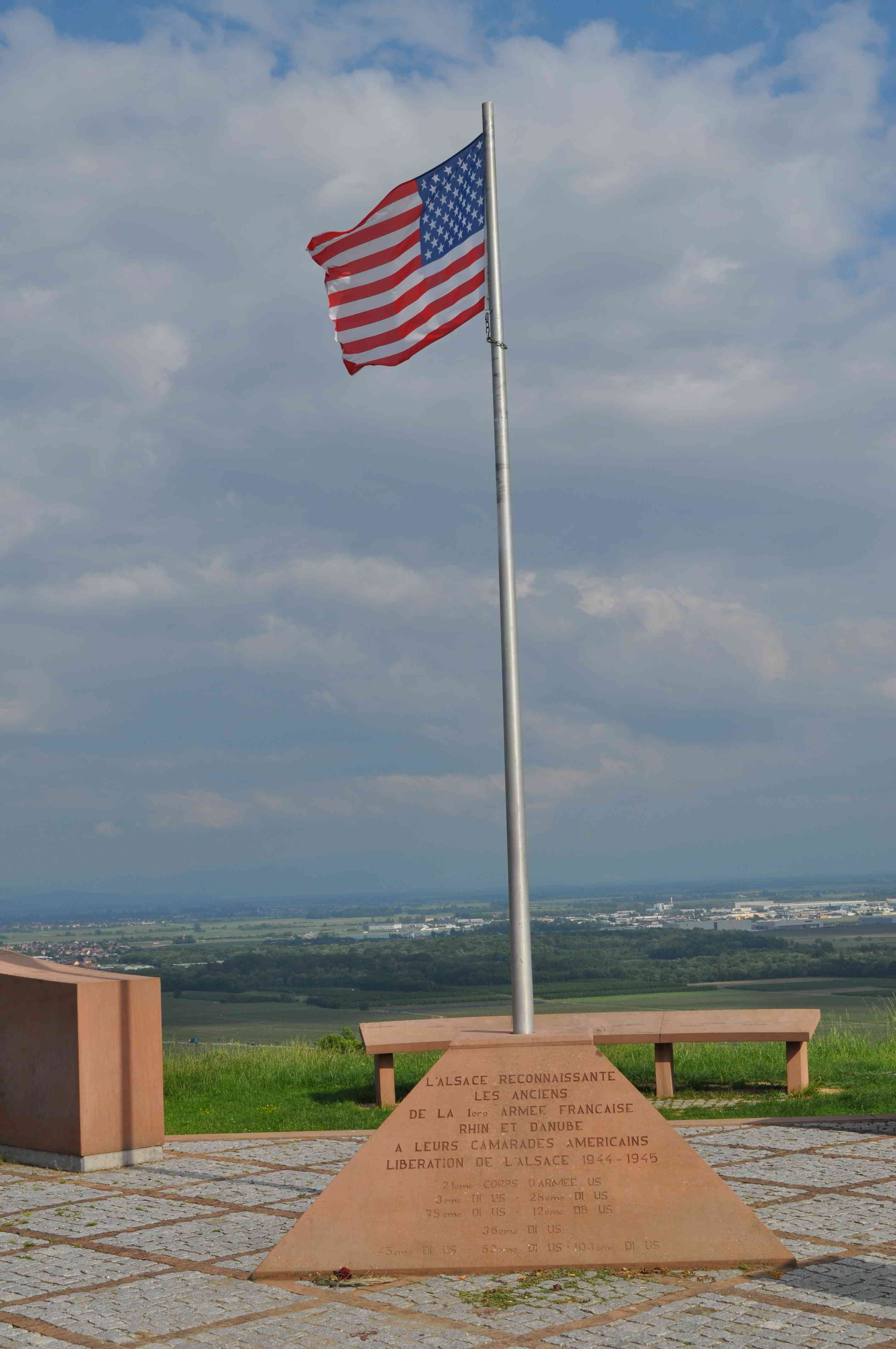
シゴルスハイムの戦いでアルザス地方解放のために戦ったアメリカ将兵を称える記念碑
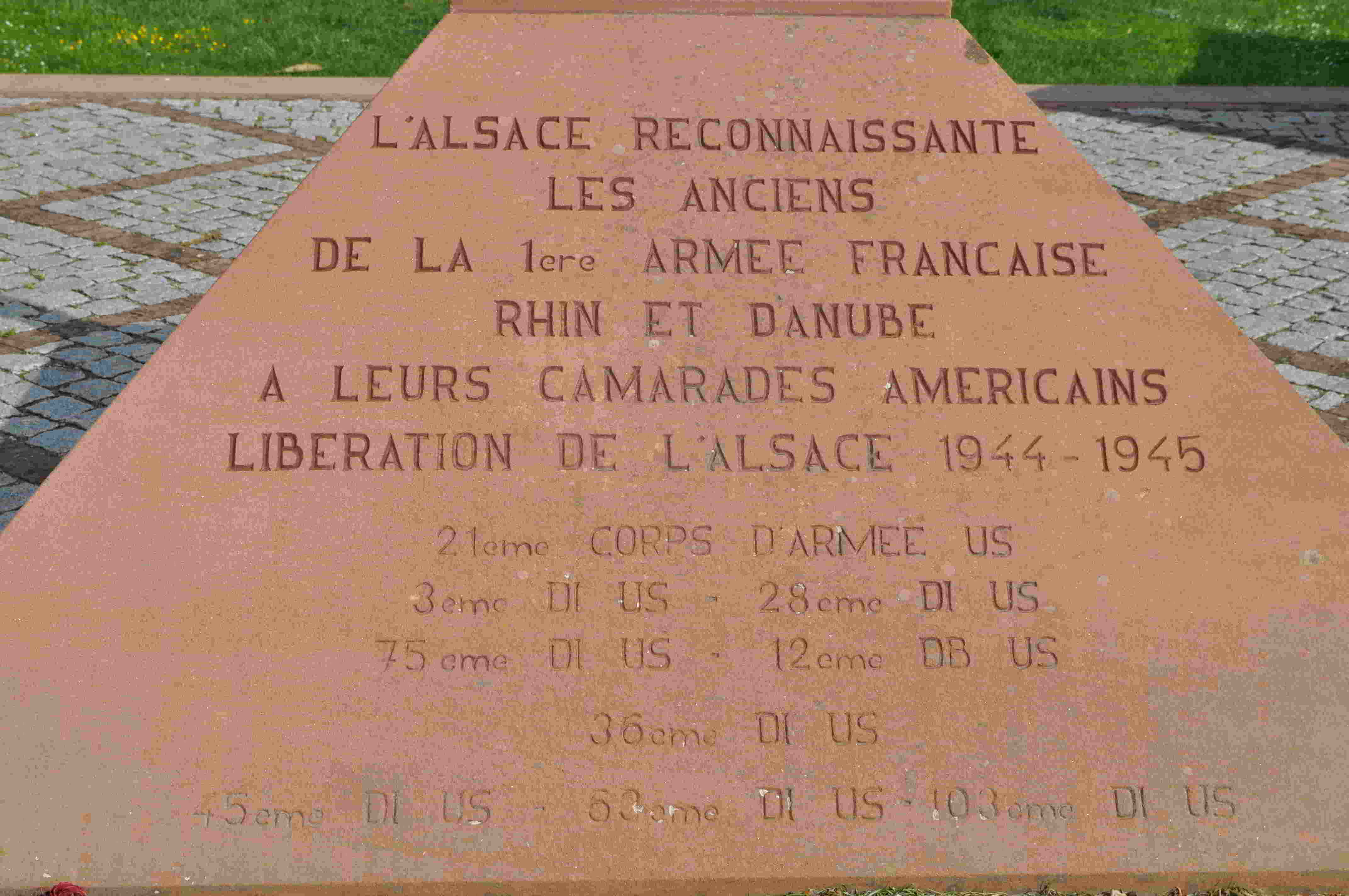
フランス軍第1軍とともに戦ったアメリカ将兵に、アルザス市民からの感謝が綴られた記念碑
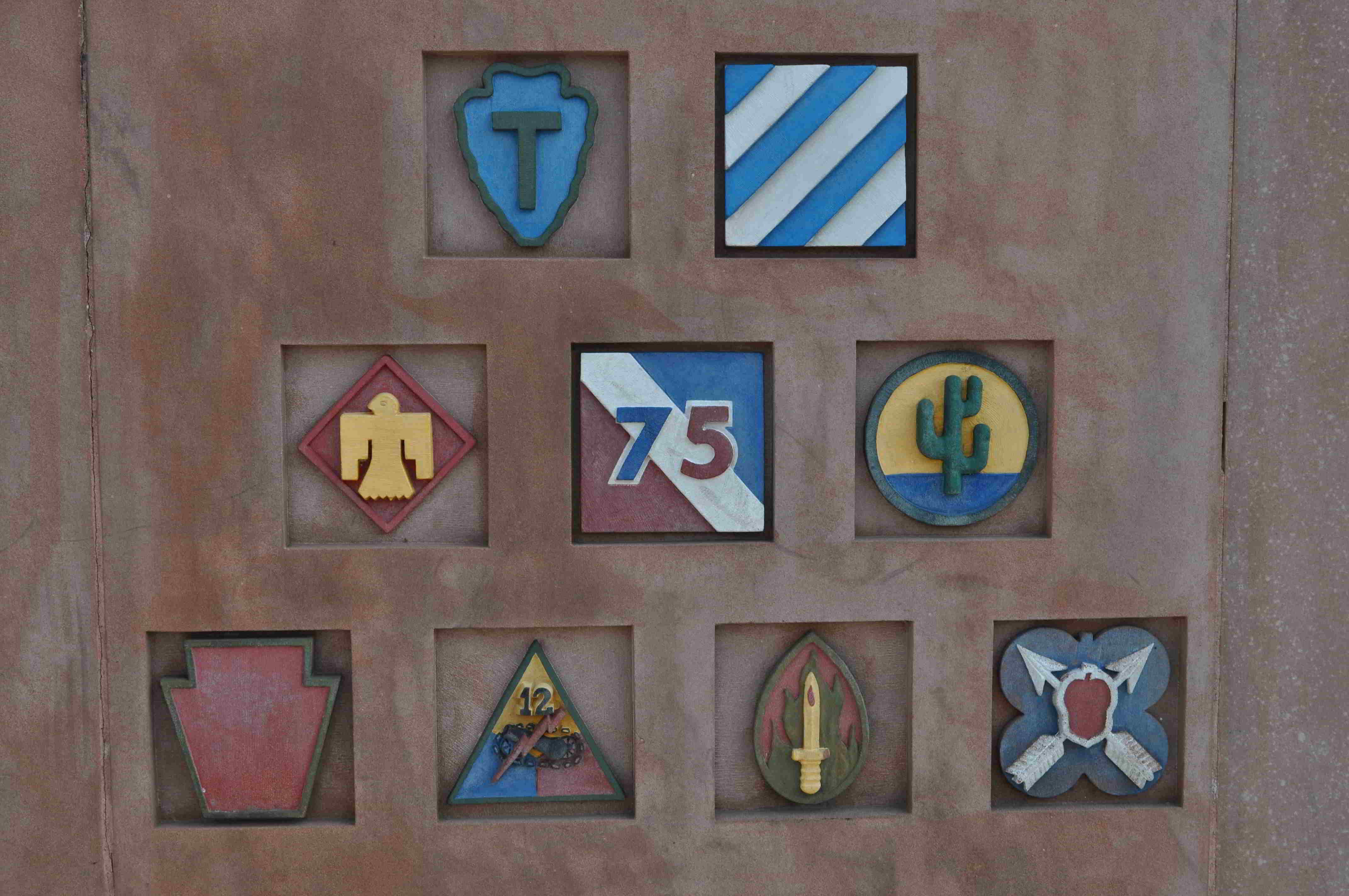
シゴルスハイムの記念碑には、アルザスで戦った米軍師団の記章が刻まれている。（第12機甲師団は下段左から2番め）
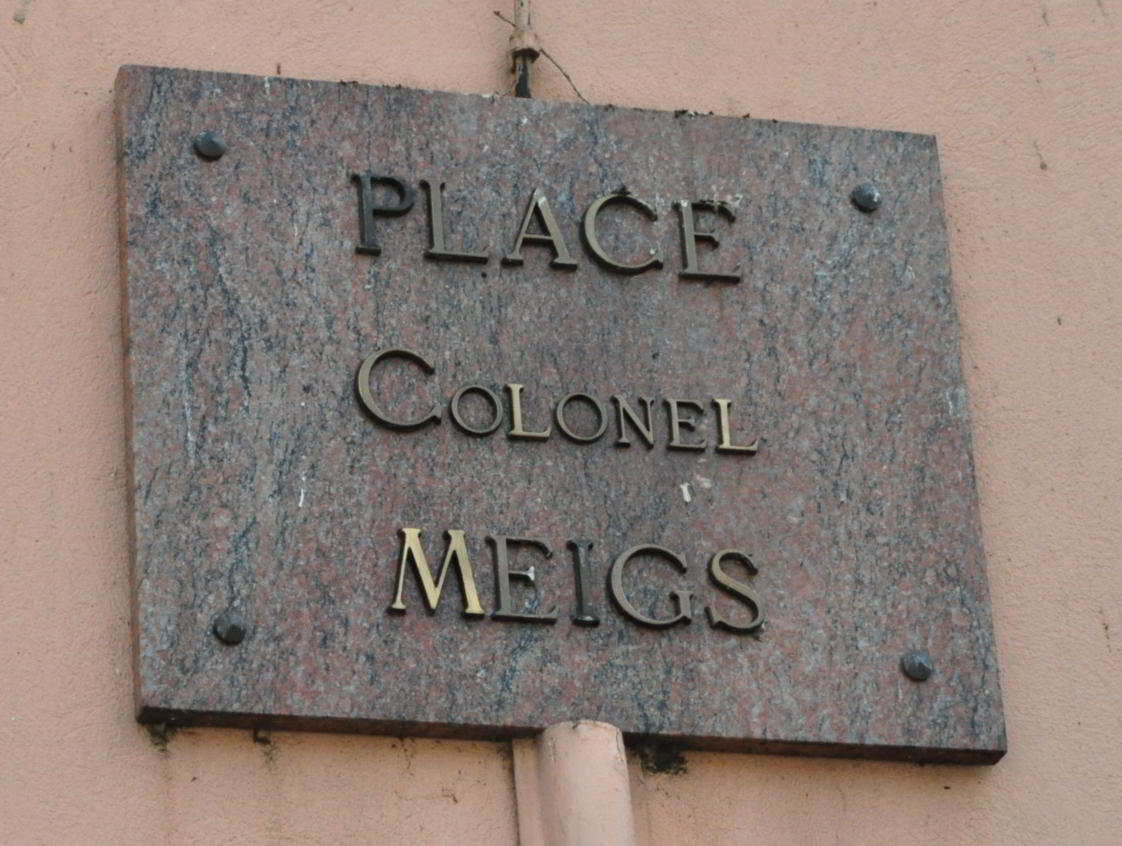
プレイス・コロネル・メイグスは、モンゴメリー・C・メイグス大佐が戦死した地の近くにある。彼は死後、銀星章を授与された。
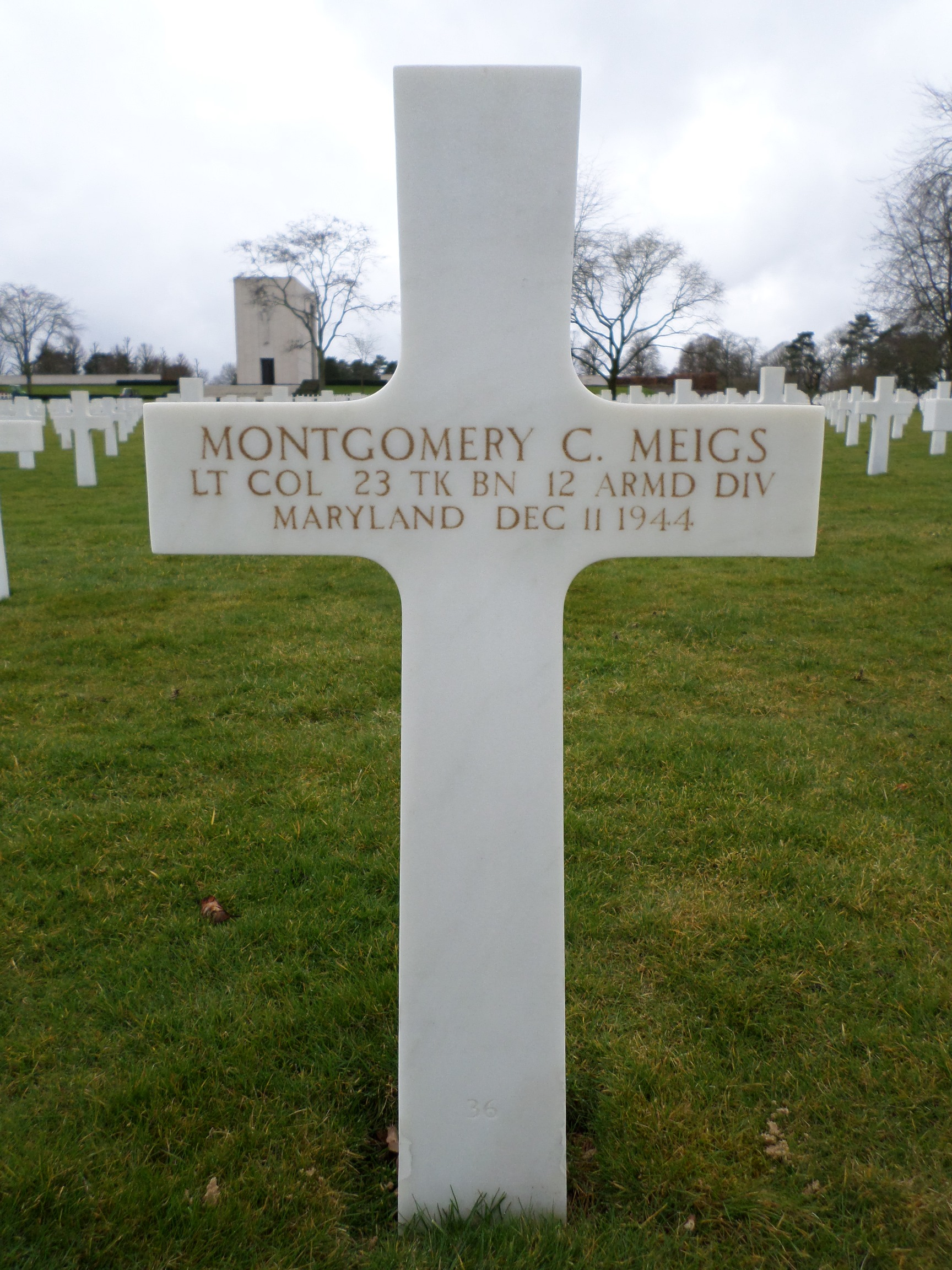
ロレーヌ地方のアメリカ兵共同墓地、メイグス大佐の墓標 （写真提供: アメリカ戦跡委員会（英語版）、ドワイト・"アンディ"・アンダーソン）

## 第12機甲師団協会
第12機甲師団協会は師団の結成3周年を記念して、1945年9月15日にドイツのハイデンハイムで結成された。

### ヘルキャット・ニュース
ヘルキャット・ニュースは第12機甲師団の新聞で、1942年に情報誌として創刊された。最初の刊行はキャンプ・キャンベルでの訓練時で、師団の広報業務の一貫だった。師団がテキサス州のキャンプ・バークレーに移った後、当時の師団長であるカルロス・ブリュワー少将は新聞の継続のために、3人の部下を特務部隊に配属した。創刊号はケンタッキー州のキャンプ・キャンベルで発行されたが、新聞の署名欄には"Somewhere in Tennessee"(テネシーのどこか)と記されていた。これは、キャンプ・キャンベルがケンタッキー州ホプキンスビルとテネシー州クラークスビルの間、州境に跨って位置していたからである。キャンプはテネシー州側に偏って位置していたため、陸軍省はキャンプの公式住所をテネシー州とした。しかし、キャンプ・キャンベルの郵便局はケンタッキー州にあったため、これは大変な混乱を齎した。この問題が何ヶ月も続いた後、ガイ・W・チャップマン大佐の要請により、陸軍省はキャンプの住所をケンタッキー州に変更した。
この新聞は、師団が第7軍に合流すべくフランスに輸送された1944年8月10日に観光された第2巻第26号まで、師団の特務部隊により発行され続けた。ヨーロッパでの戦闘終了に伴い、1945年5月18日にはドイツのハイデンハイムで発行が再開された。師団の特務部隊は1946年に師団が活動停止するまで、状況が許す限り毎週新聞を発行し続けた。
ヘルキャット・ニュースは、第二次世界大戦後も継続して発行されている2つの米軍新聞のうちの1つで、もう1つは、1861年11月9日にミズーリ州ブルームフィールドで発行を開始した星条旗新聞である。
内容
戦時中のヘルキャット・ニュースには、師団に関するニュース、漫画、写真が掲載されていた。第12機甲師団協会が発行する戦後版では、師団の元メンバー、毎年の同窓会に関する情報、漫画、戦時中及び戦後の写真、師団の歴史に関するシリーズ記事などが掲載されている。ヘルキャット・ニュースの既刊は第12機甲師団記念博物館によってアーカイブ化されており、"the West Texas Digital Archive"を通して閲覧できる。

## 第12機甲師団記念博物館

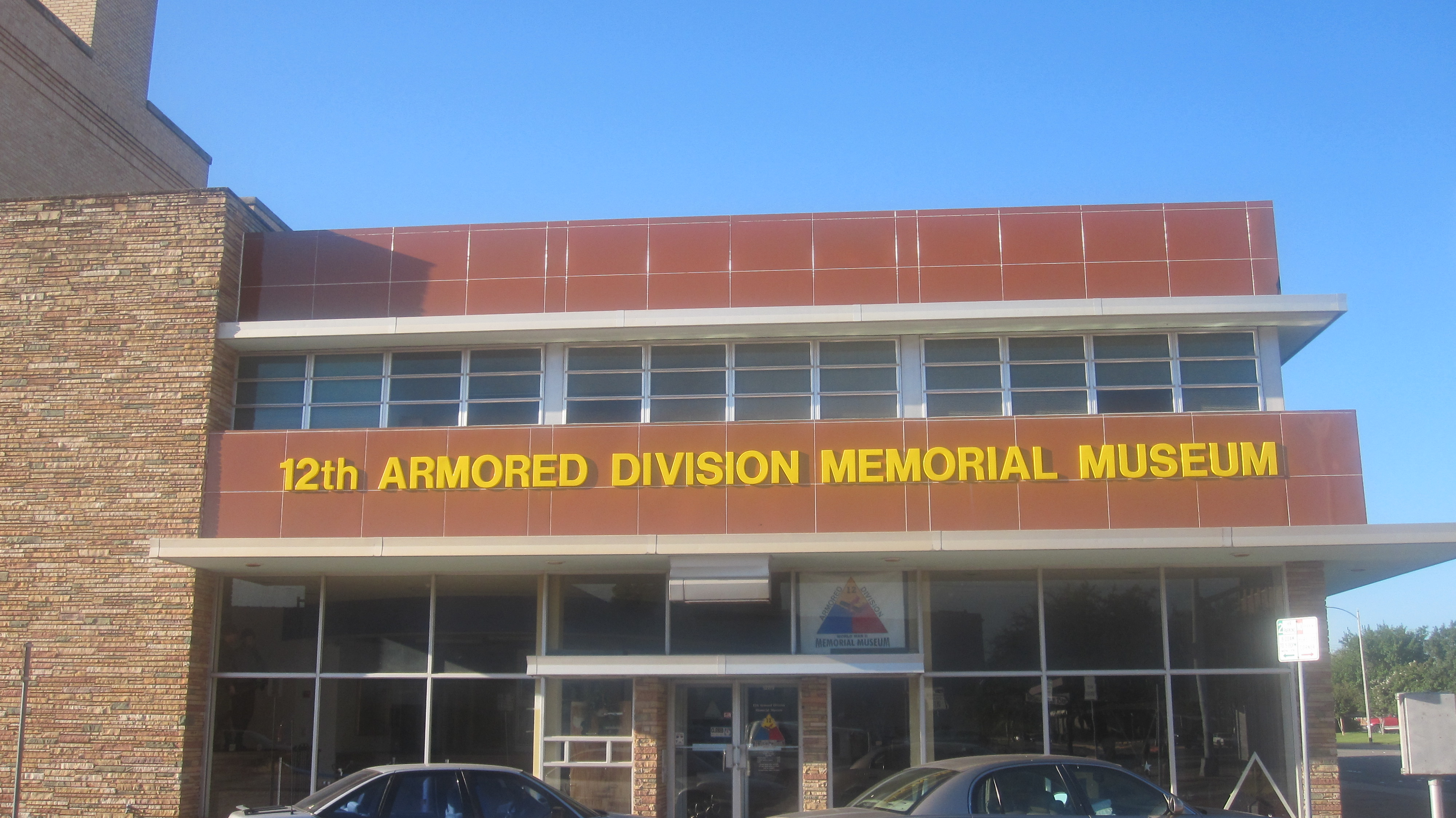
第12機甲師団記念博物館

2001年10月、第12機甲師団が訓練を行った旧キャンプ・バークレーにほど近い、テキサス州アビリーンに第12機甲師団記念博物館が開館した。この博物館は、第二次世界大戦とそれがアメリカ国民に与えた影響について展示・教育するという使命を果たしている。この博物館には第二次世界大戦の記録、史料やオーラル・ヒストリー、更に寄贈・貸与された装備品などが所蔵されている。教育という面においては、第二次世界大戦の歴史的史料、退役軍人、その家族などへの学術的アクセスを拡大すること、第12機甲師団の歴史を将来の世代による研究、調査のために保存すること、歴史専門職の訓練を提供すること、学生向けの新しい教育プログラムを開発すること、第12機甲師団の歴史的史料と一般市民との間に技術的な橋渡しを確立することに重点を置いている。